# Jules Carvallo
 (mai 2010).
Si vous disposez d'ouvrages ou d'articles de référence ou si vous connaissez des sites web de qualité traitant du thème abordé ici, merci de compléter l'article en donnant les références utiles à sa vérifiabilité et en les liant à la section « Notes et références ».
Jules Carvallo, né en 1820 à Talence (Gironde) et mort en 1916 à Tortosa (Catalogne), est un ingénieur français, et l'un des fondateurs de l'Alliance israélite universelle.

## Biographie
Il est diplômé de l'École polytechnique (entré 6e sur 175) et des ponts et chaussées. Trois de ses fils sont également polytechniciens (Joseph, Julien et Moïse-Emmanuel).
Carva, nom de l'Ecole Polytechnique en argot polytechnicien provient de Moïse-Emanuel Carvallo.
Il fut ingénieur, au service du canal Marne-Rhin, puis du chemin de fer du Centre ralliant Châteauroux à Limoges, enfin dans la Compagnie des chemins de fer du Midi. Il assura la direction de la construction des lignes de Tech à Rivesaltes et de Tet à Perpignan, ainsi que le viaduc de Chabenet qui enjambe la Bouzanne. À la fin des années 1850, il est au service de la compagnie de l'Ebre, chargé des chemins de fer romains.
En 1860, il fait partie du groupe des 6 personnalités qui fondent l'Alliance israélite universelle, aux côtés de Charles Netter et d'Eugène Manuel.
Il fut un adepte du saint-simonisme.